# Face to Face
Face to Face е шестият студиен албум на ирландката група „Уестлайф“, издаден през октомври 2005. Албумът достига номер 1 както във Великобритания, така и в Ирландия. Продаден е в общо 1 милион и 200 хиляди копия и получава четири пъти платинена сертификация. Издадени са общо 3 сингъла: You Raise Me Up, When You Tell Me That You Love Me и Amazing.

## Списък с песните

### Оригинален траклист
1. You Raise Me Up – 4:00
2. When You Tell Me That You Love Me (с Даяна Рос) – 3:56
3. Amazing – 2:49
4. That's Where You Find Love – 3:44
5. She's Back – 3:10
6. Desperado – 3:37
7. Colour My World – 3:55
8. In This Life – 4:08
9. Heart Without a Home – 4:47
10. Hit You with the Real Thing – 3:00
11. Change Your Mind – 3:43

### Европейско издание
1. Maybe Tomorrow – 3:09

### Японско издание
1. Maybe Tomorrow – 3:09
2. World of Our Own (акустична версия) – 3:28
3. Flying Without Wings (акустична версия) – 3:35
4. My Love (акустична версия) – 3:52